# 杉浦佑成
杉浦 佑成（すぎうら ゆうせい、1995年〈平成7年〉6月24日 - ）は、日本のプロバスケットボール選手。東京都出身。ポジションはシューティングガード/スモールフォワード。B.LEAGUE・仙台89ERSに所属している。

## 来歴
東京都世田谷区生まれ。シーホース三河前ヘッドコーチの鈴木貴美一は叔父に当たる。
ミニバスケットボール経験は無く、世田谷区立梅丘中学校入学と同時にバスケットボールを始める。新入部員で唯一の初心者でありながらメキメキと頭角を現し、中学２年生時には東京都選抜に選出される。ジュニアオールスターに出場し主力選手として活躍を見せ、ベスト４入りに貢献。全中出場こそ逃すも、数々の実績を残し、全国屈指の名門校である福岡大学附属大濠高等学校に進学。１年生ながらスタメン入りしインターハイベスト8、ウィンターカップ4位。3年次にはインターハイベスト４、国体・ウィンターカップ準優勝の成績を収めると同時に、同年のウィンターカップベスト5にも選出されている。
卒業後は筑波大学へ進学。1年次よりインカレ出場し、筑波大学61年振りのインカレ優勝に貢献
その後3連覇を果たす。
大学時代のインカレにおいて2014年優秀選手、2015年優秀選手、
2016年には最優秀選手と得点王、2017年敢闘賞と3pt王を受賞。
2017年1月、特別指定選手として、サンロッカーズ渋谷へ入団。
2017年12月、サンロッカーズ渋谷へ選手契約入団。
2020年オフ、島根スサノオマジックへ移籍
2021年、三遠ネオフェニックスに移籍。
2022年、滋賀レイクスターズに移籍。
2023年、横浜ビー・コルセアーズに移籍。
2025年、仙台89ERSに移籍を発表。

### 3x3
3人制バスケットボール3x3では、2019年にTACHIKAWA DICEに所属。2020年、TOKYO DIMEに移籍した。

## 経歴
世田谷区立梅丘中学校- 福岡大学附属大濠高等学校 - 筑波大学 - SR渋谷（2017-2020） - 島根（2020-2021） - 三遠（2021-2022）- 滋賀（2022-2023） - 横浜BC（2023-2025） - 仙台（2025-）

## 代表歴
5人制
- 2011年 U-16日本代表
- 2013年 U-18日本代表
- 2015年 ユニバーシアード代表（韓国）
- 2017年 ユニバーシアード代表（台湾）

3x3
- 2019年 FIBAアジア3x3カップ

## 個人成績
| シーズン   | チーム | GP | GS | MPG   | FG%  | 3P%  | FT%  | RPG | APG | SPG | BPG | TO   | PPG |
| ---------- | ------ | -- | -- | ----- | ---- | ---- | ---- | --- | --- | --- | --- | ---- | --- |
| B1 2016-17 | SR渋谷 | 6  | 0  | 4:29  | 23.1 | 11.1 | 0.0  | 0.5 | 0.0 | 0.0 | 0.0 | 0.2  | 1.2 |
| B1 2017-18 | SR渋谷 | 23 | 3  | 9:48  | 32.7 | 32.4 | 85.7 | 0.7 | 0.3 | 0.3 | 0.0 | 0.2  | 2.3 |
| B1 2018-19 | SR渋谷 | 60 | 41 | 16:42 | 35.1 | 37.2 | 70.6 | 1.2 | 0.7 | 0.3 | 0.0 | 0.73 | 4.8 |

“杉浦佑成”.  B.LEAGUE. 2018年5月3日閲覧。
杉浦佑成選手情報2017-182018-19

## 表彰
- 大学

　2014年 第66回全日本大学バスケットボール選手権大会優勝、優秀選手
　2015年 第67回全日本大学バスケットボール選手権大会優勝、優秀選手
　2016年 第68回全日本大学バスケットボール選手権大会優勝、最優秀選手、得点王
　2017年 第69回全日本大学バスケットボール選手権大会優勝、敢闘賞、3ポイント王
　2016年 第65回関東大学バスケットボール選手権大会優勝、優秀選手、3ポイント王
　2016年 第92回関東大学バスケットボールリーグ戦優勝、最優秀選手
- Bリーグ